# 鄧飛黃
鄧飛黃（1895年11月13日—1953年），原名聲坦，字道貞，號子航。湖南省桂東縣人。民國37年（1948年）在湖南省第三選區當選第一屆立法委員。

## 生平
- 國立北京大學畢業，民國十六年曾任國民革命軍第二集團軍總司令部民政處處長，又任該部政治處長，河南省黨部委員，二十一年選為中央黨部候補監察委員兼鐵道部職工教育委員長。
- 民國37年，當選立法委員，曾出席第一屆立法院第一會期。
- 1949年後，被委聘為湖南省人民軍政委員會顧問，曾任中南軍政委員會參事室參事。
- 1953年病逝於武漢。